# Herb gminy Jordanów
Herb gminy Jordanów – jeden z symboli gminy Jordanów, ustanowiony 28 lutego 2002.

## Wygląd i symbolika
Herb przedstawia na tarczy koloru błękitnego topór o srebrnym ostrzu i złotym toporzysku (godło z herbu Topór), oplatany w dolnej części przez złoty róg myśliwski (godło z herbu Trąby). 